# Perkinsiana socialis
Perkinsiana socialis är en ringmaskart som först beskrevs av Langerhans 1884.  Perkinsiana socialis ingår i släktet Perkinsiana och familjen Sabellidae. Inga underarter finns listade i Catalogue of Life.